# Peer
Pour les articles homonymes, voir Peer.
Peer est une ville néerlandophone de Belgique située en Région flamande dans la province de Limbourg.
Peer était une des 23 Bonnes Villes de la principauté de Liège.

## Sections de la commune
| # | Section       | Superf. (km²) | Habitants (2020) | Habitants par km² | Code INS |
| - | ------------- | ------------- | ---------------- | ----------------- | -------- |
| 1 | Peer          | 45,35         | 8.742            | 193               | 72030A   |
| 2 | Kleine-Brogel | 9,73          | 1.797            | 185               | 72030B   |
| 3 | Grote-Brogel  | 20,15         | 2.764            | 137               | 72030C   |
| 4 | Wijchmaal     | 12,00         | 2.995            | 250               | 72030D   |

### Localités
- Peer: Linde et Wauberg
- Grote-Brogel: Erpekom

## Héraldique
|  | La ville possède des armoiries qui lui ont été octroyées le 30 juin 1862 et à nouveau le 2 septembre 1985. À l'époque médiévale, Peer appartenait au Comté de Looz et les 10 pals sont les armoiries de Looz. La signification des pals, cependant, n'est pas connue. Les armoiries sont basées sur le seul sceau de Peer connu datant probablement du XVe ou XVIe siècle, ainsi que sur une carte du XVIIIe siècle. Les deux montrent les armoiries accordées en 1862. Blasonnement : Parti: au 1 burelé d'or et de gueules de dix pièces, au 2 d'or aux deux pals de gueules. Source du blasonnement : Heraldy of the World. |

## Tourisme
Le Domaine Center Parcs d'Erperheide est situé sur la commune dans le hameau d'Erpekom.

## Démographie

### Évolution démographique de la section de Peer
- Sources : INS, www.limburg.be et Ville de Peer

### Évolution démographique de la commune fusionnée
Graphe de l'évolution de la population de la commune. Les données ci-après intègrent les anciennes communes dans les données avant la fusion en 1977.
- Source : DGS - Remarque: 1831 jusqu'à 1981=recensement; depuis 1990=nombre d'habitants chaque 1er janvier[3]

## Jumelage
-   Parchim (Allemagne)